# Силва, Шанде
Алеша́ндре Нашсиме́нту Ко́шта Си́лва (порт. Alexandre 'Xande' Nascimento Costa Silva; род. 16 марта 1997, Порту) — португальский футболист, нападающий клуба «Атланта Юнайтед».

## Клубная карьера
Силва — воспитанник клубов «Алверка», «Белененсиш», «Спортинг» и «Витория» Гимарайнш. 17 августа 2014 года в поединке против «Оливейренсе» Шанде дебютировал за дублёров последнего в Сегунде. 17 мая 2015 года в матче против лиссабонской «Бенфики» он дебютировал в Сангриш-лиге. 7 декабря в поединке против «Риу Аве» Силва забил свой первый гол за «Виторию».
2 августа 2018 года перешёл в лондонский клуб «Вест Хэм Юнайтед».
31 августа 2021 года подписал двухлетний контракт с командой «Ноттингем Форест».
2 августа 2022 года перешёл во французский клуб «Дижон», подписав трёхлетний контракт.
2 августа 2023 года был арендован клубом MLS «Атланта Юнайтед» на оставшуюся часть сезона 2023 с опцией выкупа. В американской лиге дебютировал 20 августа в матче против «Сиэтл Саундерс». 26 августа в матче против «Нэшвилла» забил свой первый гол в MLS. 4 декабря «Атланта Юнайтед» активировала опцию выкупа Силвы у «Дижона» и подписала с ним контракт до конца сезона 2025 с опцией продления на сезон 2026.

## Международная карьера
В 2014 году в составе юношеской команды Португалии до 17 лет Силва принял участие в юношеском чемпионате Европы на Мальте. На турнире он сыграл в матчах против сборных Шотландии, Швейцарии, Германии и Англии.
В 2016 году в составе юношеской сборной Португалии до 19 лет Шанде принял участие в юношеском чемпионате Европы в Германии. На турнире он сыграл в матчах против команд Франции, Австрии, Германии и Италии. В поединке против немцев Силва забил гол.
В 2017 году в составе молодёжной сборной Португалии Шанде принял участие в молодёжном чемпионате мира в Южной Корее. На турнире он сыграл в матчах против команд Замбии, Коста-Рики, Ирана, Южной Кореи и Уругвая. В поединке против уругвайцев Силва забил гол.